# Satélite coorbital
Los satélites coorbitales son dos o más satélites que giran en la misma órbita. Los satélites troyanos son coorbitales, pero también lo son los satélites de Saturno Jano y Epimeteo que distan en sus órbitas menos que la suma de sus diámetros. Al ir casi en la misma órbita viajan casi a la misma velocidad, pero el satélite interior va ligeramente más rápido que el exterior por lo que lo adelanta lentamente. Cuando se acercan entre sí su mutua atracción gravitatoria altera su cantidad de movimiento, el satélite interior gana cantidad de movimiento, se mueve hacia una órbita superior y pierde velocidad. El satélite exterior pierde cantidad de movimiento, se mueve hacia una órbita interior donde gana velocidad. En pocas palabras los dos satélites intercambian sus posiciones, el satélite interior se convierte en exterior y empieza a rezagarse. Este hecho se repite cada cuatro años.
Los asteroides conocidos como 2004 GU 9, 2003 YN 107 o 2002 AA29 son del tipo coorbitantes de la Tierra (Earth Coorbital Asteroids), estos son asteroides que al acercarse a la Tierra permanecen capturados por la gravedad terrestre, durante algunos años, y luego se alejan nuevamente.